# 새뮤얼 골드윈 극장
새뮤얼 골드윈 극장(Samuel Goldwyn Theater)은 미국 로스앤젤레스 베벌리힐스에 위치한 영화관이다. 최근에는 1월에 아카데미상의 후보를 발표하는 곳으로 이용되고 있다.